# Hordeum erectifolium
Hordeum erectifolium är en gräsart som beskrevs av Bothmer, N.Jacobsen och R.B.Jørg. Hordeum erectifolium ingår i släktet kornsläktet, och familjen gräs. Inga underarter finns listade i Catalogue of Life.